# Thai Premier League Division 1 – 2012
Die Thai Premier League Division 1 2012 war die insgesamt 15. Saison der zweiten Liga Thailands.
Am Spielbetrieb nahmen insgesamt 18 Mannschaften teil.

## Mannschaften
| Mannschaft           | Standort            | Stadion                                            | Kapazität   |
| -------------------- | ------------------- | -------------------------------------------------- | ----------- |
| Air Force United     | Pathum Thani        | North Bangkok University Stadium Thupatemi Stadium | 3000 25.000 |
| Bangkok FC           | Thung Khru, Bangkok | 72nd Anniversary Stadium (Bang Mod)                | 8000        |
| Bangkok United       | Din Daeng, Bangkok  | Thai-Japanese Stadium                              | 10.320      |
| Chanthaburi FC       | Chanthaburi         | Chanthaburi Province Stadium                       | 5000        |
| Phuket FC            | Phuket              | Surakul Stadium                                    | 15.000      |
| Khon Kaen FC         | Khon Kaen           | Khon Kaen PAO Stadium                              | 8500        |
| Krabi FC             | Krabi               | Krabi Provincial Stadium                           | 6000        |
| Nakhon Ratchasima FC | Nakhon Ratchasima   | 80th Birthday Stadium                              | 20.000      |
| Phatthalung FC       | Phatthalung         | Phatthalung Province Stadium                       | 4000        |
| PTT Rayong FC        | Rayong              | PTT Stadium                                        | 17.000      |
| Raj-Pracha FC        | Nakhon Pathom       | Mahidol University Salaya Campus Stadium           | 1000        |
| J.W. Rangsit FC      | Pathum Thani        | Chaloem Phra Kiat Stadium (Khlong 6)               | 5000        |
| Ratchaburi Mitr Phol | Ratchaburi          | Ratchaburi Provincial Stadium                      | 10.373      |
| Saraburi FC          | Saraburi            | Saraburi Stadium                                   | 10.000      |
| Siam Navy            | Sattahip            | Navy Stadium                                       | 6000        |
| Songkhla FC          | Songkhla            | Tinsulanon Stadium                                 | 35.000      |
| Sriracha FC          | Si Racha            | Suzuki Stadium                                     | 5000        |
| Suphanburi           | Suphanburi          | Suphanburi Provincial Stadium                      | 7122        |

## Ausländische Spieler
| Mannschaft           | Spieler 1          | Spieler 2               | Spieler 3              | Spieler 4         | Spieler 5               | Spieler 6            | Asien                     |
| -------------------- | ------------------ | ----------------------- | ---------------------- | ----------------- | ----------------------- | -------------------- | ------------------------- |
| Air Force United     | Annan Deodatus     | Julius Chukwuma Ononiwu | Kouassi Yao Hermann    | Devala Gorrick    | Lee Sun-hoo             | Ngassam Touffeu      | Scott Baginski            |
| Bangkok FC           | Tom Bolarinwa      | Solomon Okutu           | Samuel Kwaku Danquah   | Lee Tuck          | Yoo Jae-min             |                      | Kim Byung-chae            |
| Bangkok United       | Antonin Trilles    | Romain Gasmi            | Gilson Dias            | Jun Uruno         | Kwon Hyuk-jin           |                      | Mohamad Al Hasan          |
| Chanthaburi FC       | James Jimmy Kidega | Chun Keng Hong          | Suhaidi Akmal          | Khairul Iskandar  | Amir Omar Khata         | Simon Ngoumou Manga  | Junichi Watanabe          |
| Phuket FC            | Nene Bi            | Ibrahim Kanouté         | Roland Vargas-Aguilera | Marcio            | Alonso                  | Boas Chun            | Yeon Seung-won            |
| Khon Kaen FC         | Matías Recio       | Amr Mohamed Shaaban     | Rafael                 | Kanlaya Sysomvang | Khampheng Sayavutthi    | Shotaro Hattori      | Li Xiang                  |
| Krabi FC             | Anayo Cosmas       | Justine Uche Prince     | Cristiano Lopes        | Lee Jong-yun      | Kim Seung-myung         |                      | Soukaphone Vongchiengkham |
| Nakhon Ratchasima FC | Bani Abeiku        | Rian Marques            | Valci Júnior           | Etoundi Claude    | Dapley Togbe            | David Le Bras        | Jang Yong-ik              |
| Phattalung FC        | Sylla Manesse      | Goodluck Cliff          |                        |                   |                         |                      |                           |
| PTT Rayong FC        | Amadou Ouattara    | Chris Brandon           | Francis Koné           | Ebako Merlin      | Jὸzef Tirer             | Erikson Noguchipinto | Yagin Boas                |
| Raj-Pracha FC        | Victor Mensah      | Dawuda Wulampah         | Aboubakar Salifou Bako | Emile Yen         | Pedro Henrique Oliveira | Ben Webster          | Jeong Woo-geun            |
| J.W. Rangsit         | Lesley Ablorh      | Abdoul Coulibaly        | Takem Atah             | Youssouf Bamba    | Fabricio Moreira        | Andre                | Onyemelukwe Okechukwu     |
| Ratchaburi Mitr Phol | Bouba Abbo         | Kwayep Romeo            | Henri Jöel             | Douglas           | Wander Luiz             |                      | Jang Gil-hyeok            |
| Saraburi FC          | Stéphane Jocky     | Valery Djomon           | Alpha Sama             | Joo Dai-min       | Joo Jin-hak             | Kim Min-hyun         | Choi Jae-won              |
| Siam Navy            | Tiene Moussa       | Mathieu Kouamé          | Eboule Bille Samuel    | Paulo Enrique     | Paulo Renato            |                      | Jung Ji-Soo               |
| Songkhla FC          | Elvis Job          | Saidu Sani              | Jonathan Matijas       | Ryohei Maeda      |                         |                      | Kimiaki Kinomura          |
| Sriracha FC          | Berlin Ndebe-Nlome | Diego Pishinin          | Douglas Cobo           | Jun Kochi         | Yuta Hamada             | Gaston Raul Gonzalez | Seiya Kojima              |
| Suphanburi FC        | Emmanuel Nwachi    | Ali Diarra              | Jorrin John            | Ney Fabiano       | Hiroki Ibisawa          |                      | Yuki Bamba                |

## Abschlusstabelle
| Pl. | Verein               | Sp. | S  | U  | N  | Tore    | Diff. | Punkte |
| --- | -------------------- | --- | -- | -- | -- | ------- | ----- | ------ |
| 1.  | Ratchaburi Mitr Phol | 34  | 24 | 6  | 4  | 085:310 | +54   | 78     |
| 2.  | Suphanburi FC        | 34  | 23 | 6  | 5  | 058:170 | +41   | 75     |
| 3.  | Bangkok United       | 34  | 23 | 5  | 6  | 057:290 | +28   | 74     |
| 4.  | Sriracha FC          | 34  | 21 | 4  | 9  | 070:410 | +29   | 67     |
| 5.  | PTT Rayong FC        | 34  | 19 | 5  | 10 | 061:330 | +28   | 62     |
| 6.  | Krabi FC             | 34  | 17 | 6  | 11 | 049:280 | +21   | 57     |
| 7.  | Siam Navy FC         | 34  | 13 | 11 | 10 | 054:420 | +12   | 50     |
| 8.  | Nakhon Ratchasima FC | 34  | 12 | 11 | 11 | 042:460 | −4    | 47     |
| 9.  | Air Force United     | 34  | 12 | 8  | 14 | 045:450 | ±0    | 44     |
| 10. | Bangkok FC           | 34  | 11 | 9  | 14 | 062:560 | +6    | 42     |
| 11. | Khon Kaen FC         | 34  | 12 | 6  | 16 | 036:500 | −14   | 42     |
| 12. | Saraburi FC          | 34  | 11 | 8  | 15 | 049:530 | −4    | 41     |
| 13. | Phuket FC            | 34  | 10 | 10 | 14 | 041:470 | −6    | 40     |
| 14. | Songkhla FC          | 34  | 9  | 10 | 15 | 038:510 | −13   | 37     |
| 15. | Phattalung FC        | 34  | 7  | 13 | 14 | 037:580 | −21   | 34     |
| 16. | J.W. Rangsit FC      | 34  | 8  | 7  | 19 | 036:650 | −29   | 31     |
| 17. | Raj-Pracha FC        | 34  | 6  | 7  | 21 | 033:660 | −33   | 25     |
| 18. | Chanthaburi FC       | 34  | 0  | 4  | 30 | 021:115 | −94   | 04     |

| Zum Saisonende 2012:                                                              |
| Aufsteiger in die Thai Premier League Absteiger in die Regional League Division 2 |

## TOP Torschützen
| Platz | Spieler               | Mannschaft           | Tore |
| ----- | --------------------- | -------------------- | ---- |
| 1.    | Lee Tuck              | Bangkok FC           | 23   |
| 2.    | Kouassi Yao Hermann   | Air Force United     | 20   |
| 3.    | Douglas               | Ratchaburi Mitr Phol | 19   |
| 4.    | Anuwat Nakkasem       | Sriracha FC          | 18   |
| 4.    | Romain Gasmi          | Bangkok United       | 18   |
| 6.    | Pipat Thonkanya       | Suphanburi FC        | 16   |
| 6.    | Promphong Kransumrong | Nakhon Ratchasima FC | 16   |
| 6.    | Suphakorn Naknoi      | Saraburi FC          | 16   |
| 9.    | Raúl Goález Gastón    | Sriracha FC          | 15   |
| 10.   | Sompong Soleb         | Bangkok United       | 14   |

## Zuschauerzahlen
| Platz | Mannschaft           | Gesamt- zuschauerzahl | Höchste Zuschauerzahl | Niedrigste Zuschauerzahl | Durchschnittliche Zuschauerzahl |
| ----- | -------------------- | --------------------- | --------------------- | ------------------------ | ------------------------------- |
| 1.    | Nakhon Ratchasima FC | 121,225               | 8.484                 | 2.210                    | 6.694                           |
| 2.    | Suphanburi FC        | 102.222               | 8.814                 | 3.594                    | 5.495                           |
| 3.    | Ratchaburi FC        | 58.639                | 8.745                 | 1.600                    | 3.182                           |
| 4.    | Krabi FC             | 54.606                | 4.983                 | 100                      | 3.212                           |
| 5.    | Phuket FC            | 43.783                | 3.570                 | 1.100                    | 2.372                           |
| 6.    | PTT Rayong FC        | 39.545                | 3.626                 | 846                      | 2.276                           |
| 7.    | Khon Kaen FC         | 33.175                | 2.650                 | 498                      | 1.844                           |
| 8.    | Phatthalung FC       | 31.992                | 5.000                 | 500                      | 1.852                           |
| 9.    | Songkhla FC          | 30.931                | 5.719                 | 418                      | 1.786                           |
| 10.   | Bangkok FC           | 27.011                | 2.545                 | 300                      | 1.411                           |
| 11.   | Saraburi FC          | 25.280                | 2.480                 | 1.034                    | 1.418                           |
| 12.   | Bangkok United       | 24.729                | 2.459                 | 555                      | 1.310                           |
| 13.   | Siam Navy FC         | 21.574                | 2.127                 | 741                      | 1.144                           |
| 14.   | Sriracha FC          | 21.420                | 2.218                 | 686                      | 1,180                           |
| 15.   | Air Force United     | 15.798                | 1.636                 | 375                      | 872                             |
| 16.   | Chanthaburi FC       | 14.042                | 7.200                 | 332                      | 801                             |
| 17.   | J.W. Rangsit         | 10.876                | 1.327                 | 132                      | 632                             |
| 18.   | Raj-Pracha FC        | 10.400                | 1.000                 | 200                      | 582                             |
|       | Gesamt               | 687.248               | 8.745                 | 100                      | 2.115                           |